# Dick Fitzgerald
Richard Fitzgerald, detto Dick (Queens, 18 novembre 1920 – Montauk, 13 aprile 1968), è stato un cestista e allenatore di pallacanestro statunitense, professionista nella ABL e nella BAA.
Era il fratello di Bob Fitzgerald.